# Ławeczka księżnej Daisy w Pszczynie
Ławeczka księżnej Daisy – została odsłonięta 1 maja 2009 na rynku w Pszczynie. Pomnik księżnej Marii Teresy Oliwii Hochberg von Pless (ur. 28 czerwca 1873, zm. 29 czerwca 1943) jest dziełem pszczyńskiego rzeźbiarza Joachima Krakowczyka. Powstał na jednym z Pszczyńskich Plenerów Artystycznych. Odlew pomnika wykonały Gliwickie Zakłady Urządzeń Technicznych.
Z pomnikiem wiąże się coroczna impreza – turniej strzelecki organizowany przez Pszczyńskie Bractwo Kurkowe.